# Landesanstalt für Bienenkunde
Die Landesanstalt für Bienenkunde der Universität Hohenheim in Stuttgart-Hohenheim ist eine Einrichtung des Landes Baden-Württemberg.

## Geschichte
Die Landesanstalt für Bienenkunde wurde aufbauend auf der Bienenzuchtabteilung am Zoologischen Institut der Universität Hohenheim im Jahr 1963 gegründet. Sie dient als Bindeglied zwischen angewandter Bienenforschung und imkerlicher Praxis. 1976 bis 2011 wirkte Gerhard Liebig als wissenschaftlicher Angestellter an der Landesanstalt für Bienenkunde und entwickelte mit Kollegen die Hohenheimer Einfachbeute, die auch als Liebig Kompaktbeute bekannt ist. 2019 erfolgte der Neubau der Gebäude der Landesanstalt für Bienenkunde.

## Aufgaben
Für ihre Aufgaben stehen der Landesanstalt gut ausgestattete Honig- und Analyselabors sowie eine Versuchsbienenhaltung mit ca. 300 Bienenvölkern zur Verfügung. Aufgaben der Landesanstalt sind u. a.
- die angewandte Forschungstätigkeit auf den verschiedenen Gebieten der Bienenkunde
- die Qualitätsuntersuchung von Bienenprodukten
- die Mitwirkung an der Ausbildung zum Berufsimker
- die fachliche Betreuung von bienenkundlichen Diplom- und Doktorarbeiten
- die Durchführung von Kursen und Schulungen für Imker und weitere Öffentlichkeitsarbeit

Langzeitprojekte beschäftigen sich mit zentralen Bereichen der Bienenhaltung wie etwa Varroose, Waldtracht, Zucht und Bienenschutz.